# Почесні громадяни Чернівців

Ратуша — символ міста

## Принцип представлення інформації
Інформація про почесних громадян Чернівців представлена у вигляді двох списків.
Перший — це перелік прізвищ почесних громадян в алфавітному порядку (по першій букві прізвища), дата присвоєння почесного звання (в дужках), а також деякі дані про особу.
Другий — це такі ж дані про почесного громадянина, але уже в зв'язці з роком присудження звання.
Списки не повні. У деяких випадках дані відсутні по тій причині, що почесні звання в цьому році не присуджувались. В інших — вони, поки що, не виявлені.

## Список Почесних громадян міста Чернівці (за алфавітом)
- Йоган Адлер (8-08-1822)
- Адушкін Іван Прокопович (23-03-1969) — майор запасу, Герой Радянського Союзу, колишній командир танкової роти;
- Вільгельм фон Альт (16-03-1830) — аптекар;
- Франц Альтманн (01-10-1830);
- Рудолф фон Амадей (18-08-1864) — цісарсько-королівський крайовий президент, граф;
- Іліас Ангело (11-101822);
- Гайнріх Атлас (09-06-1885) — доктор медицини, обер-бургомістр;
- Мориц рицар фон Ауфенберг (22-10-1880) — цісарсько-королівський президент крайового суду;
- Бажерін Павло (23-09-2008) — голова міської організації ветеранів війни та праці;
- Бернгард Балтінестер (19-06-1900) — капітан 63-го піхотного полку у відставці, депутат общинної ради (1870—1882, 1884—1900);
- Едуард Барко (11-10-1851) — цісарсько-королівський майор і комендант;
- Макс фон Баумґартен (−02-1878) — цісарсько-королівський маршал-лейтенант;
- Бердюгін Володимир Іванович (20-09-1988) — налагоджувальник електрозварювального устаткування машинобудівного заводу імені Ф.Дзержинського, заслужений раціоналізатор УРСР;
- Фрідріх Бойст граф (06-05-1868) — цісарсько-королівський міністр-президент;
- Емеріх Благоєвич фон Фрайгер (30-07-1848) — цісарсько-королівський фельдмаршал-лейтенант;
- Іво Бобул (23-09-2008) — співак, народний артист України;
- Бойко Іван Никифорович (23-03-1969) — полковник у відставці, двічі Герой Радянського Союзу, колишній командир танкової роти 64 гвардійської Чернівецької танкової бригади;
- Матіас Боссані (11-10-1822);
- Боярко Олексій Павлович (23-03-1969) — колишній секретар підпільного обкому комуністичної партії (посмертно);
- Чарльз Блісс — інженер-хімік, винахідник мови символів, яка носить його ім'я, Blissymbolics;
- Бург Йосиф Кунович (23-09-1997) — письменник, видатний громадський діяч;
- Август Вайзер (1902) — ремісник, член общинної ради;
- Василько Микола (03-03-1909) — політик, депутат Австрійського парламенту та Буковинського сейму;
- Юліус фон Вацль (-06-1903) — депутат общинної ради;
- Гайнріх фон Віттек (18-03-1900) — цісарсько-королівський міністр залізниць;
- Карл Вольф (1911) — директор вищої королівської гімназії;
- Гакман Євген (23-10-1860) — єпископ;
- Гакман Іларіон (21-02-1852) — цісарсько-королівський професор теології;
- Гандль Алоїз доктор (18-02-1908) — надвірний радник, професор Чернівецького університету;
- Генніґер Адальберт фрайгер фон Зеберг (01-03-1853) — цісарсько-королівський голова крайового уряду і камергер;
- Гетьман Андрій Лаврентійович (23-03-1969) — генерал армії, Герой Радянського Союзу, колишній командир 11-го танкового корпусу;
- Гешко Домка Миколаївна (30-09-1087) — учасник революційного руху на Буковині, член компартії Буковини з лютого 1937 року, перший депутат Верховної Ради УРСР;
- Карл Ґіскра (02-06-1869) — цісарсько-королівський міністр внутрішніх справ;
- Гнатюк Дмитро Михайлович (03-10-2000) — видатний український співак, народний артист України і СРСР, лауреат Державної премії імені Т.Шевченка;
- Гормузакі Євдоксій (02-05-1861) — депутат Буковинського сейму;
- Губріх Юліус (28-08-1864) — цісарсько-королівський голова повіту;
- Ґреґор Йосиф (13-06-1905) — будівельний радник;
- Ґьобель Якоб д-р (25-06-1842) — цісарсько-королівський полковий лікар;
- Дворський Павло Ананійович (23-09-1997) — відомий співак, народний артист України, автор-виконавець обласної філармонії;
- Дітріх Венцель (28-02-1847);
- Добрянський Анатолій Миколайович (14-11-1995) — громадсько-культурний діяч, кандидат філологічних наук, доцент Чернівецького університету імені Ю.Федьковича;
- Доготар Олександр Миколайович (20-09-1988) — директор Чернівецької середньої школи № 6, депутат міської Ради народних депутатів;
- Дутковський Лев Тарасович (25-09-2014) — засновник та керівник ВІА « Смерічка», композитор, народний артист України, один з основоположників Української естрадної музики.
- Євдокименко-Ротару Софія Михайлівна (22-09-1998) — співачка, народна артистка України, Молдови, СРСР;
- Євдокимова Ванда Іванівна (30-09-1987), робітниця рукавично-трикотажного об'єднання, депутат Верховної Ради СРСР двох скликань;
- Єгоров Анатолій Іванович (02-10-1996) — заслужений тренер України;
- Жуковський Аркадій Іларіонович (10-07-1997) — видатний вчений, професор Сорбонського і Українського вільного університетів, член Національної Академії Наук України, голова Наукового товариства імені Шевченка, відомий громадський діяч сучасності;
- Журавльов Олексій Георгієвич (20-03-1984) — колишній начальник політвідділу гвардійської Червонопрапорної танкової армії, учасник боїв за визволення міста Чернівців та області;
- Якоб Задік (30-06-1937) — генерал;
- Флоріан Зенеску (30-06-1937) — генерал, командир 8-ї дивізії;
- Зубов Степан Хомич (30-03-1984) — колишній начальник відділу штабу 11-го гвардійського танкового Прикарпатсько-Берлінського Червонопрапорного ордена Суворова корпусу, секретар Ради ветеранів України;
- Іванов Борис Петрович (20-03-1984) — колишній командир танкового батальйону, перший заступник начальника цивільної оборони СРСР;
- Георг Іссеческул (19-04-1843) — радник намісництва, останній дійсний староста Буковинського округу;
- Іщук Михайло Петрович (20-03-1984) — колишній начальник штабу 45-ї гвардійської танкової Гусятинської ордена прапора Червонопрапорної та орденів Суворова та Богдана Хмельницького бригади, полковник у відставці;
- Каденюк Леонід Костянтинович (02-10-2001) — перший космонавт України;
- Маркус Кальпельмахер (23-04-1903) — член общинної ради (1882—1903);
- Каспрук Павло Михайлович (17-03-1992) — колишній голова Чернівецької міської ради народних депутатів та виконкому з 1985 по1991 р.р.(посмертно);
- Кац Бернард Шулімович (30-09-1987) — учасник підпільного революційного руху на Буковині, секретар підпільного Буковинського крайового комітету компартії Румунії;
- Станіслав Квятковський (не пізніше 1921 року) — прімаріус, домовласник, президент Польської національної ради, в 1919 р. консул Польської республіки в Румунії;
- Гайнріх Кіслер (13-06-1905) — депутат общинної ради;
- Гайнріх Клаузер (08-01-1905) — директор цісарсько-королівської вищої гімназії;
- Фрідріх Кляйнвехтер д-р (18-02-1908) — цісарсько-королівський професор університету;
- Ковальчук Василь Михайлович (23-03-1969) — заслужений раціоналізатор УРСР, ударник комуністичної праці заводу «Легмаш», учасник революційного підпілля на Буковині;
- Венцель Корн (не пізніше 1895) — директор православної вищої реальної школи, депутат общинної ради (1870—1895);
- Косинський Іордакій (10-12-1824) — домовласник;
- Костишин Степан Степанович (23-09-1997) — професор, ректор Чернівецького університету імені Юрія Федьковича;
- Кохановський фрайгер фон Ставчанський Антон (почесний бургомістр 4-04-1905) — бургомістр;
- Кошовий Антон Іванович (23-03-1969) — колишній голова виконкому міської ради 1944—1945 р.р.;
- Кубляк Костянтин Якович (26-09-1995) — директор виробничо-комерційної фірми «Чернівецький меблевий комбінат», депутат міської ради;
- Кузнецов Едуард Іванович — один з організаторів Національного космічного агентства України;
- Кунц Антон (31-12-1862) — римо-католицький священик, посвячений в сан прелата;
- Кушніренко Андрій Миколайович (30-09-2003) — народний артист України, лауреат Національної премії України імені Тараса Шевченка, член-кореспондент Академії мистецтв України, член Спілки композиторів України, лауреат обласної літературно-мистецької премії імені Сидора Воробкевича, художній керівник і головний диригент заслуженого Буковинського ансамблю пісні і танцю, завідувач кафедри музики Чернівецького національного університету імені Юрія Федьковича;
- Йозиф Лєпши (28-08-1864) — асесор магістрату;
- Лопушанська Олександра Іванівна (30-09-1987) — завідувач кафедри Чернівецького державного університету, доктор хімічних наук, заслужений працівник вищої школи, член компартії Румунії у 1934—1937 р.р.;
- Адольф фон Марін (19-11-1842) — цісарсько-королівський крайовий інженер;
- Матіос Марія Василівна (23-09-2008) — письменниця, лауреат Національної премії імені Тараса Шевченка;
- Меламуд Хаїм Гершкович (30-09-1987) — письменник, член Спілки письменників СРСР, член редакційної колегії журналу «Советише Геймланд»;
- Мірбах Франц Рейнфельд фон (18-09-1870) — цісарсько-королівський крайовий президент;
- Флоріан Мітульський (не пізніше 1884) — вірмено-католицький священик, посвячений в сан прелат;
- Міхневич Петро Герасимович (30-09-1087) — народний артист УРСР, артист Чернівецького музично-драматичного театру імені Ольги Кобилянської;
- Мороз Василь Гаврилович (22-09-2009) — Заслуженний будівельник України, генеральний директор ТОВ «Чернівці житлобуд»;
- Антон Мондштайн (01-04-1823);
- Франц Ксавер Мюллер (14-04-1841) — цісарсько-королівський кримінальний радник;
- Нікітін Павло Федорович (23-03-1969) — гвардії лейтенант, командир танкового взводу (посмертно);
- Антон Норст (11-04-1912) — журналіст, член общинної ради з тридцятирічним стажем;
- Александр Петріно (01-03-1864) — барон, великий землевласник;
- Піно-Фріденталь Фелікс фрайгер екселенц (14-09-1875) — цісарсько-королівський крайовий президент;
- Пішак Василь Павлович (03-10-2000) — завідувач кафедри медичної біології та генетики, ректор Буковинської державної медичної академії, доктор медичних наук, професор, академік АН ВШ України, академік УАННП, заслужений працівник народної освіти України;
- Попович Євсевій д-р (18-02-1918) — цісарсько-королівський професор університету;
- Приходцев Василь Іванович — Герой Радянського Союзу, учасник Великої Вітчизняної війни, голова міської ради ветеранів війни та праці, депутат міської ради народних депутатів;
- Рига Іван Васильович (30-09-1987) — заслужений будівельник УРСР, депутат міської ради депутатів трудящих 5-ти скликань;
- Роткірх-Пантен Карл фон (16-06-1860) — цісарсько-королівський крайовий президент;
- Ротт Йозеф д-р (20-12-1894) — адвокат, депутат Австрійського парламенту та Буковинського сейму;
- Йозеф Руссіл (06-04-1823);
- Самсон Олена Іларіонівна (30-09-1987) — доктор медичних наук, професор Чернівецького медичного інституту, заслужений діяч науки та техніки України;
- Сіміонович Теофіл д-р (07-05-1909) — депутат Буковинського сейму;
- Скедль Артур д-р (07-05-1909) — цісарсько-королівський професор університету, політик;
- Снігур Іван Назарович (2013) — етнограф, фольклорист, краєзнавець, різьбяр, писанкар, письменник, мистецтвознавець, художник-прикладник, Заслужений майстер народної творчості України;
- Станкевич Стелла Омелянівна (21-09-1999) — генеральний директор акціонерного товариства «Трембіта»;
- Табачник Ян Петрович (03-10-2000) — народний артист України, керівник гурту «Новий день»;
- Вільгельм Тіттінґер (не пізніше 1918) — банкір, політик;
- Іоахім Тіттінґер (не пізніше 7 квітня 1905) — великий землевласник;
- Нафталі Тіттінґер (не пізніше 1905) — цісарський радник, член общинної ради упродовж 25 років;
- Томащук Костянтин д-р (11-03-1875) — цісарсько-королівський професор університету;
- Йоганн Карл фон Умлауф (19-04-1840) — президент цісарсько-королівського крайового і міського суду;
- Федоренко Ганна Михеївна (30-09-1987) — заслужений працівник легкої промисловості УРСР, колишній директор ордена Леніна виробничого текстильного об'єднання «Восход», нагороджена двома орденами Леніна;
- Йозеф Факете де Белафальва (12-04-1911) — надвірний радник;
- Антон Фіала (19-10-1843) — архітектор, другий віце-бургомістр;
- Йозеф Франк (30-06-1937) - директор ліцею;
- Йозеф Фроніус (12-04-1911) — сеньйор, священик;
- Фердинанд Циглауер фон Блументаль (28-02-1899) — професор Чернівецького університету, урядовий радник, депутат общинної ради;
- Чайковський Август (18-10-1822) — домовласник;
- Йозеф Чернівський фон Сінява (18-10-1822) — домовласник;
- Йоганн Чіпілевич (04-04-1823);
- Карл фрайгер фон Шенк (15-01-1872) — цісарсько-королівський президент вищого крайового суду;
- Міхаель Шец (02-09-1831) — домовласник;
- Антон Шметтерлінг рицар фон Екселенц (10-02-1863) — цісарсько-королівський державний міністр;
- Шмід Йозеф (не пізніше 1918) — римо-католицький священик;
- Франц фон Шмюк (25-10-1856) — цісарсько-королівський крайовий президент;
- Ігнац Шнірх (не пізніше 19-10-1905) — директор Буковинської ощадної каси;
- Бенно Штраухер (07-05-1909) — політик, депутат Австрійського парламенту та Буковинського сейму;
- Карл Штремайєр (11-03-1875) — цісарсько-королівський міністр віровизнань та освіти;
- Щербанюк Олександр Миколайович (06-03-2014) — герой Небесної Сотні;
- Макс Едуард Юґер фон Рехтборн (12-12-1851) — цісарсько-королівський голова карного суду;
- Яремчук Назарій Назарович (07-07-1995) — видатний співак, народний артист України.

## Список Почесних громадян міста Чернівці (по роках)
2014
- Дутковський Лев Тарасович (25.09.2014)
- Сандуляк Леонтій Іванович (25.09.2014)
- Аксенин Василь Степанович (27.03.2014) — герой Небесної Сотні
- Щербанюк Олександр Миколайович (06.03.2014) — герой Небесної Сотні

2013
- Ходоровський Георгій Іванович (26.09.2013)
- Снігур Іван Назарович (26.09.2013)

2012
- Доцюк Володимир Федорович (10.10.2012)
- Кузнецов Едуард Іванович (10.10.2012))

2009
- Мороз Василь Гаврилович (22-09-2009) — заслужений будівельник України, генеральний директор ТОВ «Чернівці житлобуд»;

2008
- Бажерін Павло (23-09-2008) — голова міської організації ветеранів війни та праці;
- Бобул Іво (23-09-2008) — співак, народний артист України;
- Матіос Марія (23-09-2008) — письменниця, лауреат Національної премії імені Тараса Шевченка;

2003
- Кушніренко Андрій Миколайович (30-09-2003) — народний артист України, лауреат Національної премії України імені Тараса Шевченка, член-кореспондент Академії мистецтв України, член Спілки композиторів України, лауреат обласної літературно-мистецької премії імені Сидора Воробкевича, художній керівник і головний диригент заслуженого Буковинського ансамблю пісні і танцю, завідувач кафедри музики Чернівецького національного університету імені Юрія Федьковича;

2001
- Каденюк Леонід Костянтинович (02-10-2001) — перший космонавт України;

2000
- Гнатюк Дмитро Михайлович (03-10-2000) — видатний український співак, народний артист України і СРСР, лауреат Державної премії імені Т.Шевченка;
- Пішак Василь Павлович (03-10-2000) — завідувач кафедри медичної біології та генетики, ректор Буковинської державної медичної академії, доктор медичних наук, професор, академік АН ВШ України, академік УАННП, заслужений працівник народної освіти України;
- Табачник Ян Петрович (03-10-2000) — народний артистУкраїни, керівник гурту «Новий день»;

1999
- Станкевич Стелла Омелянівна (21-09-1999) — генеральний директор акціонерного товариства «Трембіта»;

1998
- Євдокименко-Ротару Софія Михайлівна (22-09-1998) — співачка, народна артистка України, Молдови, СРСР;

1997
- Бург Йосип Кунович (23-09-1997) — письменник, видатний громадський діяч;
- Дворський Павло Ананійович (23-09-1997) — відомий співак, народний артист України, автор-виконавець обласної філармонії;
- Жуковський Аркадій Іларіонович (10-07-1997) — видатний вчений, професор Сорбонського і Українського вільного університетів, член Національної Академії Наук України, голова Наукового товариства імені Шевченка, відомий громадський діяч сучасності;
- Костишин Степан Степанович (23-09-1997) — професор, ректор Чернівецького університету імені Юрія Федьковича;

1996
- Єгоров Анатолій Іванович (02-10-1996) — заслужений тренер України;

1995
- Добрянський Анатолій Миколайович (14-11-1995) — громадсько-культурний діяч, кандидат філологічних наук, доцент Чернівецького університету імені Ю.Федьковича;
- Кубляк Костянтин Якович (26-09-1995) — директор виробничо-комерційної фірми «Чернівецький меблевий комбінат», депутат міської ради;
- Яремчук Назарій Назарович (07-07-1995) — видатний співак, народний артист України.

1992
- Каспрук Павло Михайлович (17-03-1992) — колишній голова Чернівецької міської ради народних депутатів та виконкому з 1985 по1991 р.р.(посмертно);

1988
- Бердюгін Володимир Іванович (20-09-1988) — налагоджувальник електрозварювального устаткування машинобудівного заводу імені Ф.Дзержинського, заслужений раціоналізатор УРСР;
- Доготар Олександр Миколайович (20-09-1988) — директор Чернівецької середньої школи № 6, депутат міської Ради народних депутатів;

1987
- Гешко Домка Миколаївна (30-09-1987) — учасник революційного руху на Буковині, член компартії Буковини з лютого 1937 року, перший депутат Верховної Ради УРСР;
- Євдокимова Ванда Іванівна (30-09-1987), робітниця рукавично-трикотажного об'єднання, депутат Верховної Ради СРСР двох скликань;
- Кац Бернард Шулімович (30-09-1987) — учасник підпільного революційного руху на Буковині, секретар підпільного Буковинського крайового комітету компартії Румунії;
- Лопушанська Олександра Іванівна (30-09-1987) — завідувач кафедри Чернівецького державного університету, доктор хімічних наук, заслужений працівник вищої школи, член компартії Румунії у 1934—1937 р.р.;
- Меламуд Хаїм Гершкович (30-09-1987) — письменник, член Спілки письменників СРСР, член редакційної колегії журналу «Советише Геймланд»;
- Міхневич Петро Герасимович (30-09-1987) — народний артист УРСР, артист Чернівецького музично-драматичного театру імені Ольги Кобилянської;
- Приходцев Василь Іванович (30-09-1987) — Герой Радянського Союзу, учасник Великої Вітчизняної війни, голова міської ради ветеранів війни та праці, депутат міської ради народних депутатів;
- Рига Іван Васильович (30-09-1987) — заслужений будівельник УРСР, депутат міської ради депутатів трудящих 5-ти скликань;
- Самсон Олена Іларіонівна (30-09-1987) — доктор медичних наук, професор Чернівецького медичного інституту, заслужений діяч науки та техніки України;
- Федоренко Ганна Міхеївна (30-09-1987) — заслужений працівник легкої промисловості УРСР, колишній директор ордена Леніна виробничого текстильного об'єднання «Восход», нагороджена двома орденами Леніна;

1984
- Журавльов Олексій Георгієвич (20-03-1984) — колишній начальник політвідділу гвардійської Червонопрапорної танкової армії, учасник боїв за визволення міста Чернівців та області;
- Зубов Степан Хомич (30-03-1984) — колишній начальник відділу штабу 11-го гвардійського танкового Прикарпатсько-Берлінського Червонопрапорного ордена Суворова корпусу, секретар Ради ветеранів України;
- Іванов Борис Петрович (20-03-1984) — колишній командир танкового батальйону, перший заступник начальника цивільної оборони СРСР;
- Іщук Михайло Петрович (20-03-1984) — колишній начальник штабу 45-ї гвардійської танкової Гусятинської ордена прапора Червонопрапорної та орденів Суворова та Богдана Хмельницького бригади, полковник у відставці;

1969
- Адушкін Іван Прокопович (23-031969) — майор запасу, Герой Радянського Союзу, колишній командир танкової роти;
- Бойко Іван Никифорович (23-03-1969) — полковник у відставці, двічі Герой Радянського Союзу, колишній командир танкової роти 64 гвардійської Чернівецької танкової бригади;
- Боярко Олексій Павлович (23-03-1969) — колишній секретар підпільного обкому комуністичної партії (посмертно);
- Гетьман Андрій Лаврентійович (23-03-1969) — генерал армії, Герой Радянського Союзу, колишній командир 11-го танкового корпусу;
- Ковальчук Василь Михайлович (23-03-1969) — заслужений раціоналізатор УРСР, ударник комуністичної праці заводу «Легмаш», учасник революційного підпілля на Буковині;
- Кошовий Антон Іванович (23-03-1969) — колишній голова виконкому міської ради 1944—1945 р.р.;
- Нікітін Павло Федорович (23-03-1969) — гвардії лейтенант, командир танкового взводу (посмертно);

1937
- Задік Якоб (30-06-1937) — генерал;
- Зенеску Флоріан (30-06-1937) — генерал, командир 8-ї дивізії;
- Франк Йозеф (30-061937) -директор ліцею;

1921
- Квятковський Станіслав д-р (не пізніше 1921 року) — прімаріус, домовласник, президент Польської національної ради, в 1919 р. консул Польської республіки в Румунії;

1918
- Попович Євсевій д-р (18-02-1918) — цісарсько-королівський професор університету;

1917
- Тіттінґер Вільгельм д-р (не пізніше 1918) — банкір, політик;

1916
- Шмід Йозеф (не пізніше 1918) — римо-католицький священик;

1912
- Норст Антон д-р (11-04-1912) — журналіст, член общинної ради з тридцятирічним стажем;

1911
- Вольф Карл (1911) — директор вищої королівської гімназії;
- Факете де Белафальва Йозеф (12-04-1911) — надвірний радник;
- Фроніус Йозеф (12-04-1911) — сеньйор, священик;

1909
- Василько Микола (03-03-1909) — політик, депутат Австрійського парламенту та Буковинського сейму;
- Сіміонович Теофіл д-р (07-05-1909) — депутат Буковинського сейму;
- Скедль Артур д-р (07-05-1909) — цісарсько-королівський професор університету, політик;
- Штраухер Бен'ямін (07-05-1909) — політик, депутат Австрійського парламенту та Буковинського сейму;

1908 
- Гандль Алоїз доктор (18-02-1908) — надвірний радник, професор Чернівецького університету;
- Кляйнвехтер Фрідріх д-р (18-02-1908) — цісарсько-королівський професор університету;

1905
- Кіслер Гайнріх (13-06-1905) — депутат общинної ради;
- Клаузер Гайнріх (08-01-1905) — директор цісарсько-королівської вищої гімназії;
- Кохановський фрайгер фон Ставчанський Антон (4-04-1905) — бургомістр, почесний бургомістр ;
- Ґреґор Йосиф (13-06-1905) — будівельний радник;
- Тіттінґер Іоахім (не пізніше 7 квітня 1905) — великий землевласник;
- Тіттінґгер Нафталі (не пізніше 1905) — цісарський радник, член общинної ради упродовж 25 років;
- Шнірх Ігнац (не пізніше 19-10-1905) — директор Буковинської ощадної каси;

1903
- Кальпельмахер Маркус (23-04-1903) — член общинної ради (1882—1903);
- Вацль Юліус фон (-06-1903) — депутат общинної ради;

1902
- Вайзер Август (1902) — ремісник, член общинної ради;

1900
- Балтінестер Бернгард (19-06-1900) — капітан 63-го піхотного полку у відставці, депутат общинної ради (1870—1882, 1884—1900);
- Віттек Гайнріх доктор фон (18-03-1900) — цісарсько-королівський міністр залізниць;

1899
- Циглауер фон Блюменталь Фердинанд д-р (28-02-1899) — професор Чернівецького університету, урядовий радник, депутат общинної ради;

1895
- Корн Венцель (не пізніше 1895) — директор православної вищої реальної школи, депутат общинної ради (1870—1895);

1894
- Ротт Йозеф д-р (20-12-1894) — адвокат, депутат Австрійського парламенту та Буковинського сейму;

1885
- Атлас Гайнріх (09-06-1885) — доктор медицини, обер-бургомістр;

1884
- Мітульський Флоріан (не пізніше 1884) — вірмено-католицький священик, посвячений в сан прелат;

1880
- Ауфенберг Мориц рицар фон (22-10-1880) — цісарсько-королівський президент крайового суду;

1878
- Баумґартен Макс фон (−02-1878) — цісарсько-королівський маршал-лейтенант;

1875
- Піно-Фріденталь Фелікс фрайгер екселенц (14-09-1875) — цісарсько-королівський крайовий президент;
- Томащук Костянтин д-р (11-03-1875) — цісарсько-королівський професор університету;
- Штремайєр Карл д-р (11-03-1875) — цісарсько-королівський міністр віровизнань та освіти;

1872
- Шенк Карл фрайгер фон (15-01-1872) — цісарсько-королівський президент вищого крайового суду;

1870
- Мірбах Франц рицар фон (18-09-1870) — цісарсько-королівський крайовий президент;

1869
- Ґіскра Карл д-р (02-06-1869) — цісарсько-королівський міністр внутрішніх справ;

1868
- Бойст Фрідріх граф (06-05-1868) — цісарсько-королівський міністр-президент;

1864
- Амадей Рудольф граф (18-08-1864) — цісарсько-королівський крайовий президент;
- Губріх Юліус (28-08-1864) — цісарсько-королівський голова повіту;
- Лєпши Йозиф (28-08-1864) — асесор магістрату;
- Петріно Александр (01-03-1864) — барон, великий землевласник;

1863
- Шметтерлінг Антон рицар фон Екселенц (10-02-1863) — цісарсько-королівський державний міністр;

1862
- Кунц Антон (31-12-1862) — римо-католицький священик, посвячений в сан прелата;

1861
- Гормузакі Євдоксій (02-05-1861) — депутат Буковинського сейму;

1860
- Гакман Євген (23-10-1860) — єпископ;
- Роткірх-Пантен Карл граф (16-06-1860) — цісарсько-королівський крайовий президент;

1856
- Шмюк Франц фон (25-10-1856) — цісарсько-королівський крайовий президент;

1853
- Генніґер Адальберт фрайгер фон Зеберг (01-03-1853) — цісарсько-королівський голова крайового уряду і камергер;

1852
- Гакман Іларіон (21-02-1852) — цісарсько-королівський професор теології;

1851
- Барко Едуард (11-10-1851) — цісарсько-королівський майор і комендант;
- Юґер фон Рехтборн Макс Едуард (12-12-1851) — цісарсько-королівський голова карного суду;

1848
- Благоєвич Емеріх фрайгер фон (30-07-1848) — цісарсько-королівський фельдмаршал-лейтенант;

1847
- Дітріх Венцель (28-02-1847);

1843
- Іссеческул Георг (19-04-1843) — радник намісництва, останній дійсний староста Буковинського округу;
- Фіала Антон (19-10-1843) — архітектор, другий віце бургомістр;

1842
- Ґьобель Якоб д-р (25-06-1842) — цісарсько-королівський полковий лікар;
- Марін Адольф фон (19-11-1842) — цісарсько-королівський крайовий інженер;

1841
- Мюллер Франц Ксавер (14-04-1841) — цісарсько-королівський кримінальний радник;

1840
- Умлауф Йоганн Карл фон (19-04-1840) — президент цісарсько-королівського крайового і міського суду;

1831
- Шец Міхаель (02-09-1831) — домовласник;

1830
- Альт Вільгельм фон (16-03-1830) — аптекар;
- Альтманн Франц (01-10-1830);

1824
- Косинський Іордакій (10-12-1824) — домовласник;

1823
- Мондштайн Антон (01-04-1823);
- Руссіл Йозеф (06-04-1823);
- Чіпілевич Йоганн (04-04-1823);

1822
- Адлер Йоган (8-08-1822) ;
- Ангело Іліас (11-10-1822);
- Боссані Матіас (11-10-1822);
- Чайковський Август (18-10-1822) — домовласник;
- Чернівський фон Сінява Йозеф (18-10-1822) — домовласник;

## Почесний знак і посвідчення Почесного громадянина міста

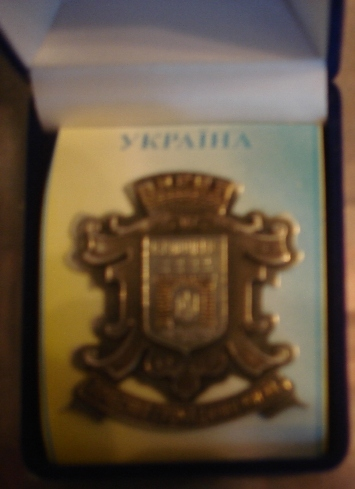
Почесний знак
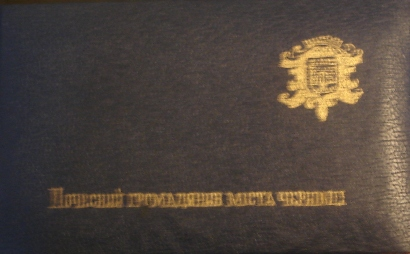
Посвідчення Почесного громадянина